# Algebra alternativa
In matematica, e in particolare in algebra, per algebra alternativa si intende un'algebra su campo per la quale valgono le identità (xx)y=x(xy) e y(xx)=(yx)x per ogni elemento x e y, cioè se il prodotto è alternativo.
Equivalentemente si può definire come algebra alternativa un'algebra su un campo tale che ogni sottoalgebra generata da due dei suoi elementi è associativa. L'equivalenza delle due definizioni è conosciuta come teorema di Artin.
Per ogni due elementi x e y di un'algebra alternativa vale un'altra semplice identità: (xy)x = x(yx). Questa viene detta legge flessibile.
Ogni algebra associativa è evidentemente alternativa, ma vi sono anche algebre alternative non associative, come quella degli ottonioni.
Nelle algebre su di un campo l'alternatività è una condizione più debole dell'associatività, ma più stringente dell'associatività delle potenze.